# Eubranchus alexei
Eubranchus alexei (Martynov, 1998) è un mollusco nudibranco della famiglia Eubranchidae.